# توماس مينينو
توماس مينينو (بالإنجليزية: Thomas Menino)‏ (27 ديسمبر 1942 – 30 أكتوبر 2014) سياسي أمريكي وعمدة مدينة بوسطن من عام 1993 إلى 2014.
وهو صاحب أطول فترة في هذا المنصب.